# VOX, centre de l'image contemporaine
VOX, centre de l'image contemporaine est un centre d'artistes autogéré situé à Montréal, au Québec. L'organisme a pour mission de soutenir la diffusion, la recherche et l'expérimentation artistique autour des pratiques de l'image. Depuis 2012, les locaux de VOX sont situés dans l'édifice 2-22, dans le Quartier des spectacles.

## Historique
Vox Populi, la revue Ciel Variable et le Mois de la photo à Montréal sont trois organisations qui découlent des activités, dans les années 1980, d'un groupe de jeunes contestataires nommé le Collectif des jeunes sans-emploi de Saint-Louis-du-Parc. Le Collectif de communication de Montréal, Vox Populi, qui deviendra VOX, centre de l'image contemporaine, est fondé en 1985 et regroupe des artistes et des travailleurs communautaires autour de projets militants. Vox Populi est alors une organisation visant à offrir des services à la communauté, tout en créant des emplois pour les jeunes au chômage. La photographie prend une place centrale dans les activités du collectif, qui organise notamment des expositions dans divers lieux du Québec. Le groupe fonde la même année la revue Ciel Variable, qui se dissocie toutefois de Vox Populi en 1987. En 1989, Vox Populi lance le Mois de la photo à Montréal, avec l'appui des organisateurs des biennales de Paris, de Houston et de Barcelone.
Au fil de déménagements successifs, Vox Populi occupe des locaux dans divers lieux de Montréal, sur la rue Saint-Viateur, au Marché Bonsecours et dans plusieurs bâtiments du boulevard Saint-Laurent. En 2004, au moment de l'une de ces relocalisations, l'organisme adopte un nouveau nom : VOX, centre de l'image contemporaine,.
Marcel Blouin est l'un des membres fondateurs et le premier directeur de VOX. Pierre Blache lui succède entre 1998 et 2005. Depuis 2005, Marie-Josée Jean, chercheuse et commissaire, est directrice artistique et générale de l'organisme, après avoir été à la direction des 6e et 7e Mois de la photo à Montréal.

## Expositions et projets notables

### Fonds documentaire de la photographie québécoise (2005)
Le fonds documentaire de la photographie québécoise est une base de données accessible en ligne regroupant des reproductions d’œuvres de photographes québécois et des contenus thématiques et théoriques. Il s'agit d'un projet faisant suite au Musée virtuel de la photographie québécoise, entreprise lancée par VOX en 1998, qui diffusait alors ses contenus sur cédérom. Plus d'une centaine de photographes québécois ont participé au Fonds documentaire et environ 7000 reproductions d’œuvres ont été rendues accessibles sur ce portail.